# Zomer in Zeeland
Zomer in Zeeland is een Nederlandse dramaserie van de commerciële zender SBS6. De serie ging op 8 januari 2018 in première en telt 12 afleveringen. Het is de Nederlandse versie van de Australische/Nieuw-Zeelandse serie 800 Words.

## Verhaal
Zomer in Zeeland speelt zich af in een fictief plaatsje genaamd "Lekzand". Sjors Mulder verhuist na het overlijden van zijn vrouw met zijn kinderen van Amsterdam naar het Zeeuwse dorpje Lekzand. Fenna en Jurgen, de kinderen van Sjors, zitten totaal niet te wachten op een verhuizing.

## Rolverdeling

### Hoofdrollen
- Daniël Boissevain als Sjors Mulder
- Pip Pellens als Fenna Mulder
- Tonko Bossen als Jurgen Mulder

### Terugkerende rollen
- Guido Pollemans als Tim
- Nyncke Beekhuyzen als Katy
- Charlie Chan Dagelet als Roxy
- Hanna Verboom als Saar
- Tamara Brinkman als Titia van Duin
- Mike Libanon als Zeger
- Kiefer Zwart als Boaz
- Wilbert Gieske als Bob Beuker
- Marc Nochem als Gert Beuker
- Rein Hofman als Bobbie Beuker
- Claire Bender als Lilian Beuker
- Richelle Plantinga als Nina Beuker
- Jennifer Hoffman als Juul
- Patrick Stoof als Kamiel
- Hylke van Sprundel als John
- Jurriaan Bruinier als Daniel de Wit
- Kim-Lian van der Meij als Brechtje
- Eliyha Altena als Jannes